# Saint-Ouen-sur-Iton
Pour les articles homonymes, voir Saint-Ouen et Iton (homonymie).
Saint-Ouen-sur-Iton est une commune française, située dans le département de l'Orne en région Normandie, peuplée de 827 habitants (les Audoniens).

## Géographie

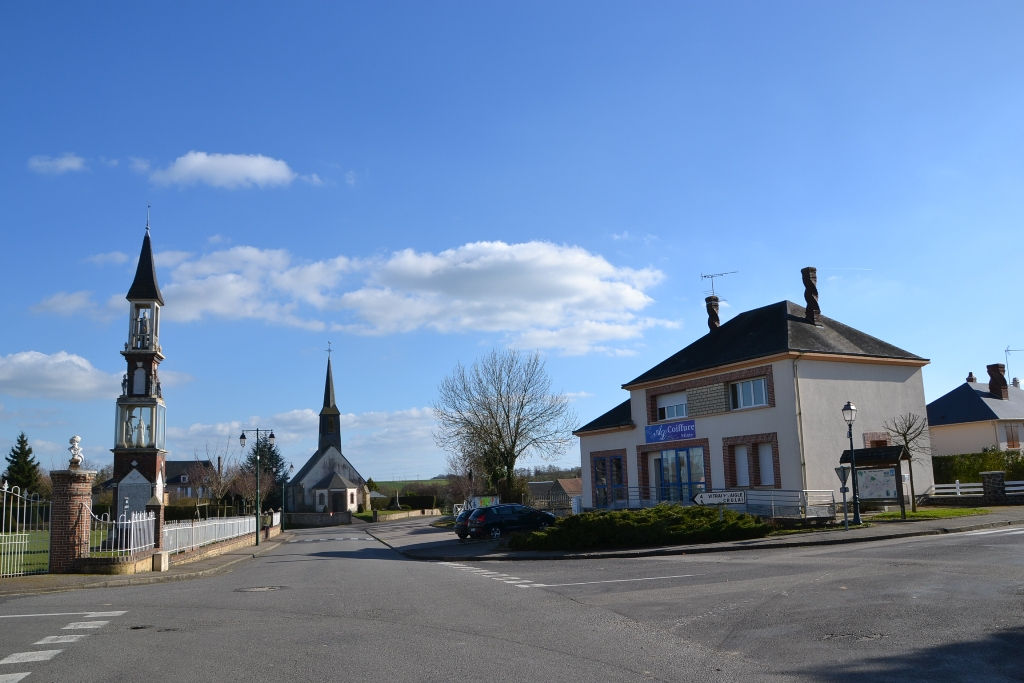
La rue des Ponts-de-l'Iton.

La commune est aux confins du pays d'Ouche et du Perche. Son bourg est à 7 km au sud-est de L'Aigle, à 19 km à l'ouest de Verneuil-sur-Avre et à 19 km au nord de Tourouvre.
| L'Aigle                  | Saint-Michel-Tubœuf        | Saint-Michel-Tubœuf |
| L'Aigle                  | Saint-Ouen-sur-Iton        | Chandai             |
| La Chapelle-Viel, Crulai | Crulai, Vitrai-sous-Laigle | Vitrai-sous-Laigle  |

### Hydrographie
La commune est située dans le bassin Seine-Normandie. Elle est drainée par l'Iton, le Rouloir, le cours d'eau 01 de la commune de Saint-Ouen-sur-Iton et l'Iton,,.
L'Iton, d'une longueur de 132 km, prend sa source dans la commune de Mahéru et se jette  dans l'Eure à Acquigny, après avoir traversé 39 communes. 
Le Rouloir, d'une longueur de 49 km, prend sa source dans la commune  et se jette  dans un bras de l'Iton à Glisolles, après avoir traversé 15 communes. 
Deux plans d'eau complètent le réseau hydrographique : le plan d'eau 1 de la commune de Saint-Michel-Tuboeuf, d'une superficie totale de 0,6 ha (0,17 ha sur la commune) et le plan d'eau du Moulin de Rolin (0,89 ha),.

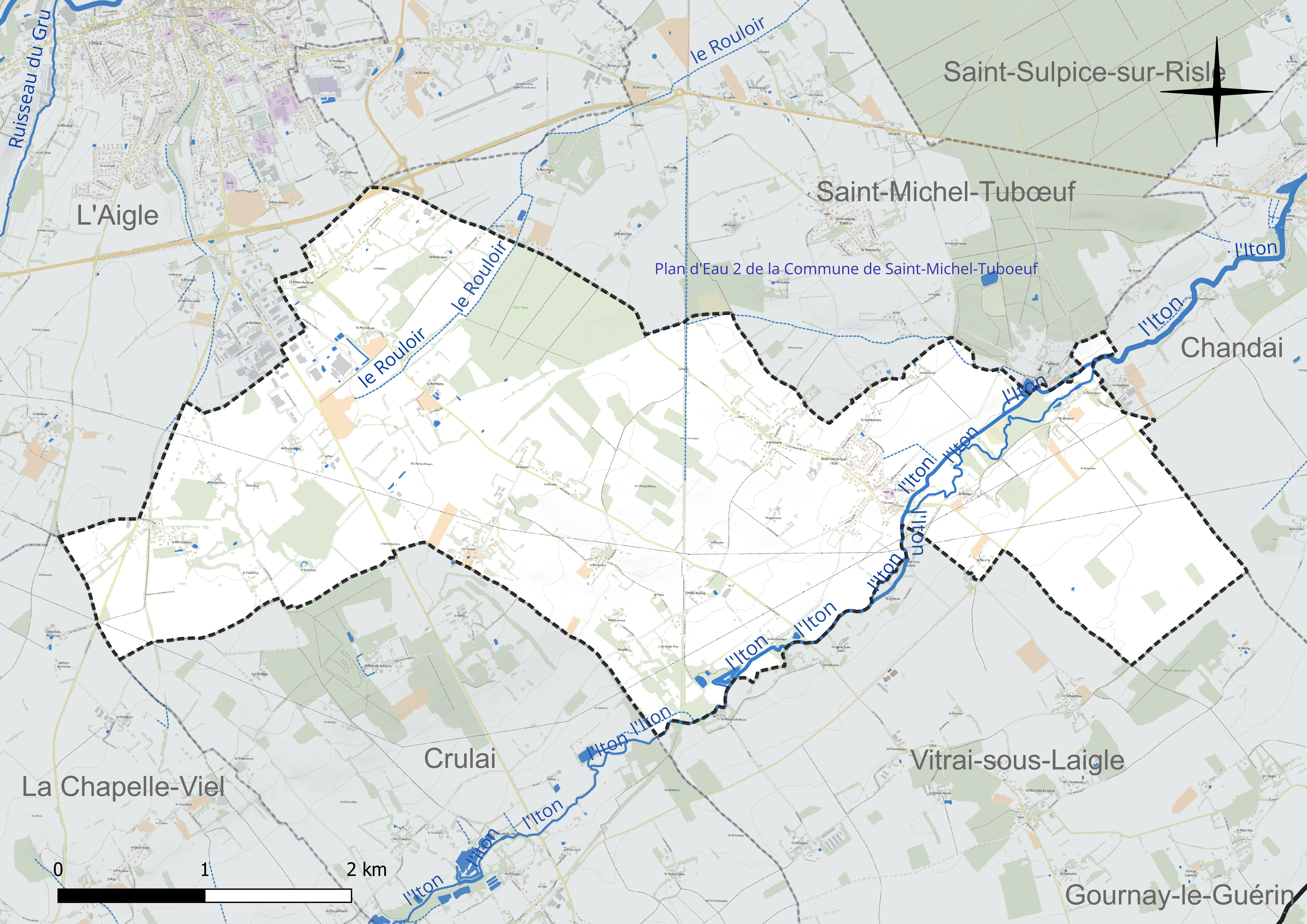
Réseau hydrographique de Saint-Ouen-sur-Iton.

### Climat
Pour des articles plus généraux, voir Climat de la Normandie et Climat de l'Orne.
En 2010, le climat de la commune est de type climat océanique dégradé des plaines du Centre et du Nord, selon une étude du CNRS s'appuyant sur une série de données couvrant la période 1971-2000. En 2020, Météo-France publie une typologie des climats de la France métropolitaine dans laquelle la commune est dans une zone de transition entre le climat océanique et le climat océanique altéré et est dans la région climatique Normandie (Cotentin, Orne), caractérisée par une pluviométrie relativement élevée (850 mm/a) et un été frais (15,5 °C) et venté. Parallèlement le GIEC normand, un groupe régional d’experts sur le climat, différencie quant à lui, dans une étude de 2020, trois grands types de climats pour la région Normandie, nuancés à une échelle plus fine par les facteurs géographiques locaux. La commune est, selon ce zonage, exposée à un « climat contrasté des collines », correspondant au Pays d'Ouche et au Perche et bénéficiant d’un caractère continental affirmé avec des précipitations atténuées et des amplitudes thermiques fortes.
Pour la période 1971-2000, la température annuelle moyenne est de 10 °C, avec une amplitude thermique annuelle de 14,3 °C. Le cumul annuel moyen de précipitations est de 750 mm, avec 12 jours de précipitations en janvier et 8,2 jours en juillet. Pour la période 1991-2020, la température moyenne annuelle observée sur la station météorologique la plus proche, située sur la commune de L'Aigle à 6 km à vol d'oiseau, est de 10,6 °C et le cumul annuel moyen de précipitations est de 729,7 mm,. Pour l'avenir, les paramètres climatiques de la commune estimés pour 2050 selon différents scénarios d’émission de gaz à effet de serre sont consultables sur un site dédié publié par Météo-France en novembre 2022.

## Urbanisme

### Typologie
Au 1er janvier 2024, Saint-Ouen-sur-Iton est catégorisée commune rurale à habitat dispersé, selon la nouvelle grille communale de densité à sept niveaux définie par l'Insee en 2022.
Elle est située hors unité urbaine. Par ailleurs la commune fait partie de l'aire d'attraction de L'Aigle, dont elle est une commune de la couronne,. Cette aire, qui regroupe 32 communes, est catégorisée dans les aires de moins de 50 000 habitants,.

### Occupation des sols
L'occupation des sols de la commune, telle qu'elle ressort de la base de données européenne d’occupation biophysique des sols Corine Land Cover (CLC), est marquée par l'importance des territoires agricoles (84,6 % en 2018), en diminution par rapport à 1990 (88,7 %). La répartition détaillée en 2018 est la suivante : 
terres arables (62,2 %), prairies (17,9 %), forêts (8 %), zones agricoles hétérogènes (4,5 %), zones urbanisées (3,8 %), zones industrielles ou commerciales et réseaux de communication (3,6 %). L'évolution de l’occupation des sols de la commune et de ses infrastructures peut être observée sur les différentes représentations cartographiques du territoire : la carte de Cassini (XVIIIe siècle), la carte d'état-major (1820-1866) et les cartes ou photos aériennes de l'IGN pour la période actuelle (1950 à aujourd'hui).

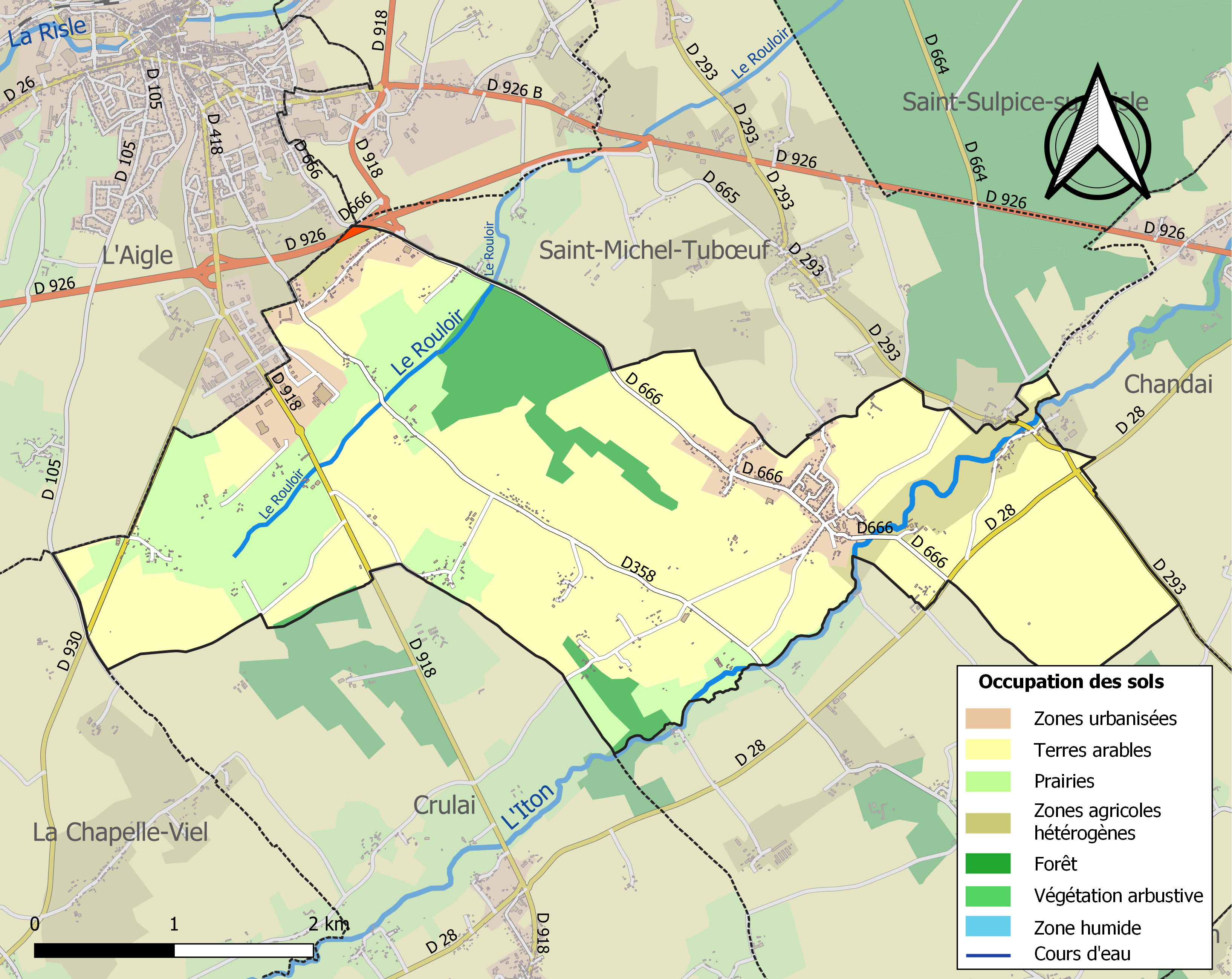
Carte des infrastructures et de l'occupation des sols de la commune en 2018 (CLC).

## Toponymie
Le nom de la paroisse est attesté sous la forme Sanctus Audoenus vers 1112.
Paroisse dédiée à saint Ouen (Sanctus Audoenus Rotomagensis en latin médiéval, issu du germanique Audwin) ou Dadon.
L'Iton est le dernier affluent de la rive gauche de l'Eure.

## Histoire
En 1836, Saint-Ouen-sur-Iton (129 habitants en 1821) absorbe Saint-Aubin-sur-Iton (192 habitants) au sud-ouest. La commune ainsi composée (312 habitants en 1841) absorbe à nouveau, en 1845, une partie de la commune du Buat, l'autre partie du territoire (à l'ouest de Saint-Ouen) et de ses 134 habitants étant absorbée par Saint-Michel-la-Forêt.

## Politique et administration
| Période                                  | Période  | Identité          | Étiquette   | Qualité     |
| ---------------------------------------- | -------- | ----------------- | ----------- | ----------- |
| 1852                                     | 1904     | Désiré Guillemare |             |             |
|                                          |          |                   |             |             |
| 1945                                     | 1989     | Robert Buffard    |             |             |
| 1989                                     | 1995     | Louis Chatelain   |             |             |
| 1995                                     | 2001     | André Fadeuihle   |             |             |
| 2001                                     | En cours | Joël Brunet       | SE puis DVD | Agriculteur |
| Les données manquantes sont à compléter. |          |                   |             |             |

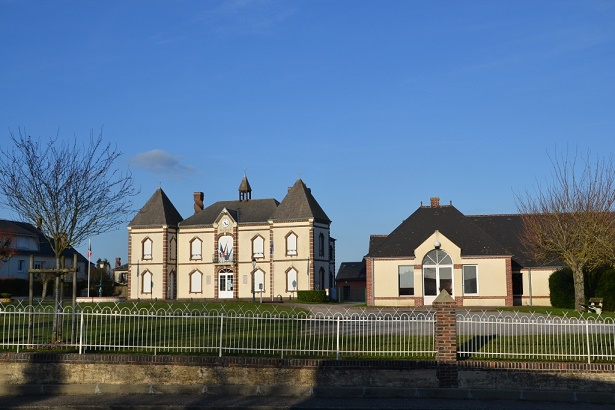
La mairie et la salle polyvalente.

Le conseil municipal est composé de quinze membres dont le maire et quatre adjoints.

## Démographie
L'évolution du nombre d'habitants est connue à travers les recensements de la population effectués dans la commune depuis 1793. Pour les communes de moins de 10 000 habitants, une enquête de recensement portant sur toute la population est réalisée tous les cinq ans, les populations de référence des années intermédiaires étant quant à elles estimées par interpolation ou extrapolation. Pour la commune, le premier recensement exhaustif entrant dans le cadre du nouveau dispositif a été réalisé en 2005.
En 2022, la commune comptait 827 habitants, en évolution de −1,19 % par rapport à 2016 (Orne : −3,21 %, France hors Mayotte : +2,11 %).
| 1793 | 1800 | 1806 | 1821 | 1836 | 1841 | 1846 | 1851 | 1856 |
| ---- | ---- | ---- | ---- | ---- | ---- | ---- | ---- | ---- |
| 178  | 146  | 151  | 129  | 302  | 312  | 429  | 384  | 403  |

| 1861 | 1866 | 1872 | 1876 | 1881 | 1886 | 1891 | 1896 | 1901 |
| ---- | ---- | ---- | ---- | ---- | ---- | ---- | ---- | ---- |
| 400  | 375  | 350  | 362  | 370  | 414  | 410  | 461  | 404  |

| 1906 | 1911 | 1921 | 1926 | 1931 | 1936 | 1946 | 1954 | 1962 |
| ---- | ---- | ---- | ---- | ---- | ---- | ---- | ---- | ---- |
| 350  | 336  | 349  | 377  | 385  | 336  | 328  | 357  | 310  |

| 1968 | 1975 | 1982 | 1990 | 1999 | 2005 | 2006 | 2010 | 2015 |
| ---- | ---- | ---- | ---- | ---- | ---- | ---- | ---- | ---- |
| 387  | 522  | 684  | 802  | 828  | 871  | 863  | 920  | 852  |

| 2020 | 2022 | - | - | - | - | - | - | - |
| ---- | ---- | - | - | - | - | - | - | - |
| 830  | 827  | - | - | - | - | - | - | - |

## Lieux et monuments
- Église Saint-Ouen du XIXe siècle.
- Le château du Buat (XVIIIe siècle), à proximité de la limite avec L'Aigle.
- Les cheminées torsadées des maisons au centre du bourg. C'est Désiré Guillemarre, maire de la commune durant 52 ans, qui a exigé que les cheminées soient torsadées, de nos jours celles qui s'écroulent doivent être reconstruites à l'identique, les propriétaires bénéficient alors d'une aide de la commune.
- La statue de Désiré Guillemare près de l'église qu'il avait fait sculpter de son vivant et qui fut dévoilée aux villageois le jour de ses obsèques.
- Une colonne de 14 mètres de haut à la base de laquelle se trouve un très long texte, à l'orthographe fantaisiste, sans ponctuation, à la gloire de l'ancien maire Désiré Guillemarre, qui dirigea la commune durant plus de cinquante ans.

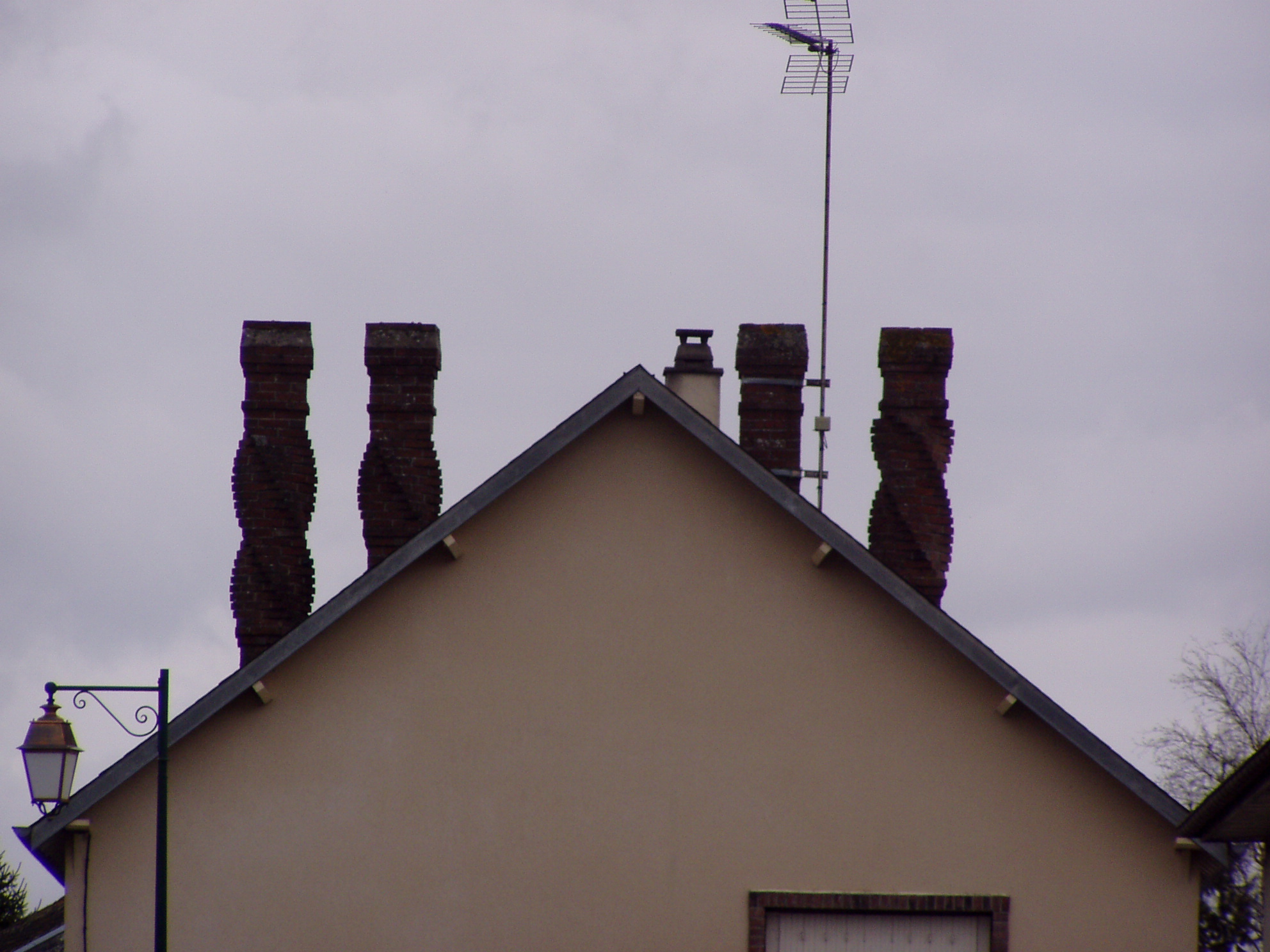
Des cheminées torsadées.
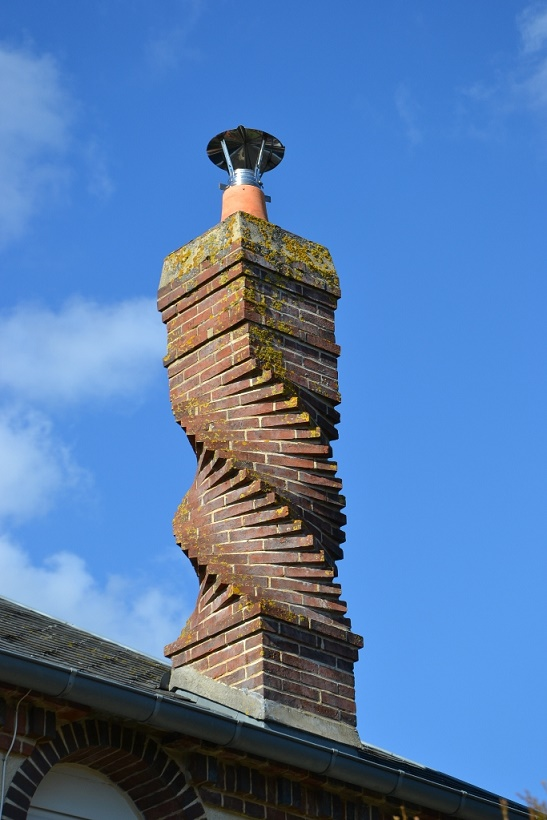
Une autre cheminée torsadée.
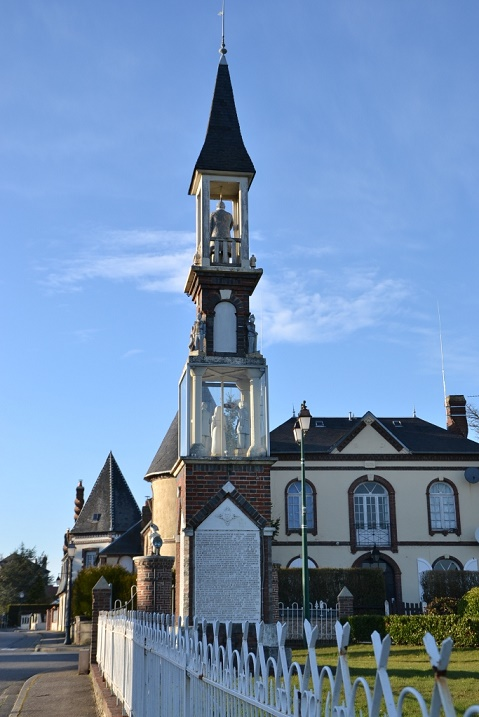
Le phare Sollerot, colonne de 14 mètres.
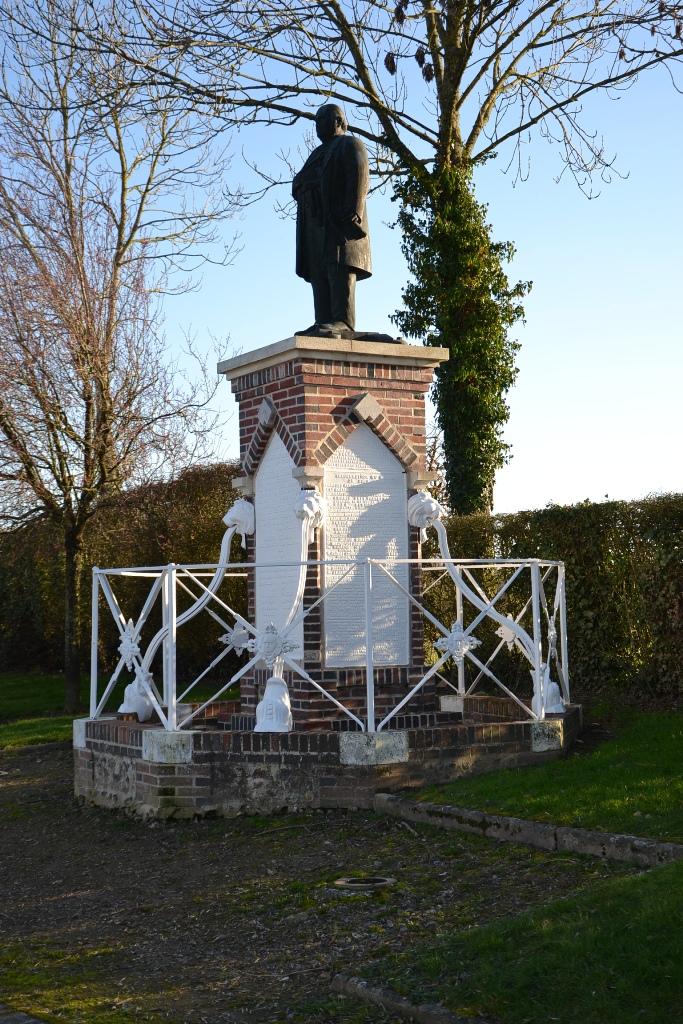
La statue de Désiré Guillemare.
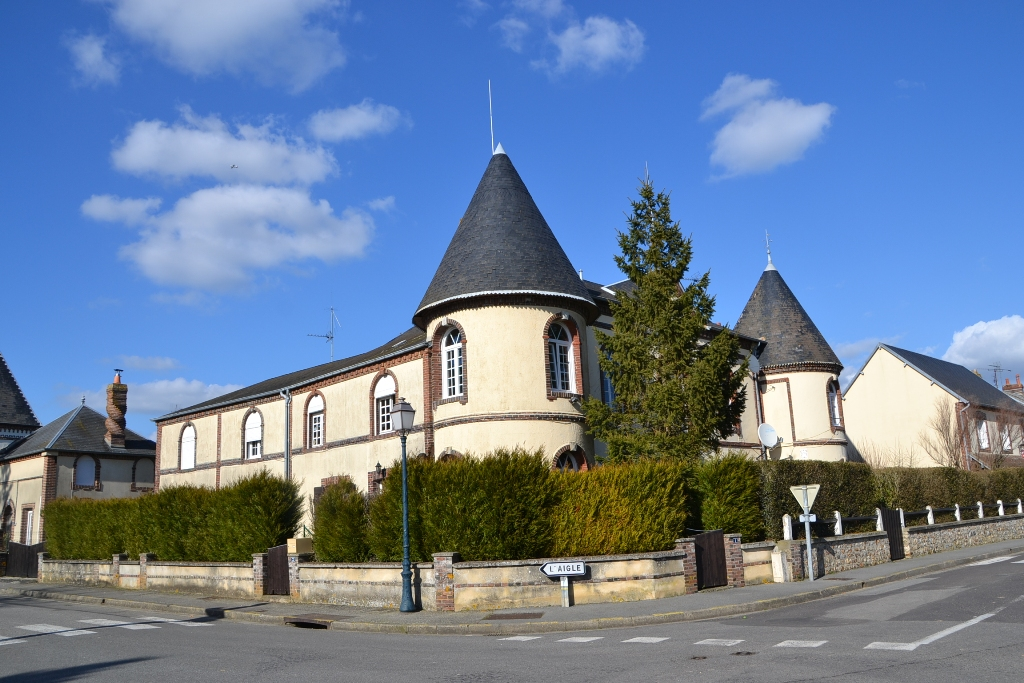
L'ancienne mairie.

## Activité et manifestations

### Sports
L'Iton foot Chandai fait évoluer une équipe de football en division de district (stade Louis-Chatelain).
Fête communale le dernier dimanche d'août.

## Personnalités liées à la commune
- Léon Gaumont, fondateur de la société Gaumont. Commune d'origine de son père et de tous les ancêtres Gaumont (qui avaient Gosmen pour patronyme puis Gaumont à partir du père de Léon).
- Désiré Guillemare : maire de la commune pendant plus de cinquante ans de 1852 à 1904. Il est le fondateur du bourg autour de l'église avec ses propres deniers, puis il fait appel à des souscriptions pour aménager la commune, avec notamment l'obligation de construire avec des cheminées en tire-bouchons[35]. La rue principale de la commune porte son nom, un tombeau majestueux orné de son buste trône au milieu du cimetière, sa statue édifiée de son vivant et dévoilée pour ses obsèques, la colonne de 14 mètres, tout ici rappelle ce maire.